# 克萊頓 (紐約州)
克萊頓（英語：Clayton）是一個位於美國紐約州傑佛遜縣的鎮。

## 人口
根據2020年美國人口普查的數據，克萊頓的面積為269.99平方千米，當中陸地面積為213.78平方千米，而水域面積為56.21平方千米。當地共有人口4770人，而人口密度為每平方千米18人。